# Man in the Mirror
Man in the Mirror — пісня американського співака Майкла Джексона, що була випущена у 1988 в сьомому сольному альбомі співака. На два тижні сингл зайняв перше місце у Billboard Hot 100. В той же час, пісня стала єдиним синглом з альбому Bad, яка не досягла Топ-20 у UK Singles Chart після релізу. Щоправда, після смерті співака, у 2009, Man in the Mirror на тиждень зайняла другу позицію цього чарту.
| Чарт (1988)                    | Пікова позиція |
| ------------------------------ | -------------- |
| Australian Singles Chart       | 39             |
| Austrian Singles Chart         | 10             |
| Canadian Singles Chart         | 6              |
| German Singles Chart           | 23             |
| Dutch Singles Chart            | 13             |
| Irish Singles Chart            | 3              |
| UK Singles Chart               | 21             |
| Billboard Hot 100              | 1              |
| Чарт (2009)                    | Пікова позиція |
| ARIA Charts                    | 8              |
| Austrian Singles Chart         | 17             |
| Danish Singles Chart           | 12             |
| Irish Singles Chart            | 3              |
| Japan Singles Top 100 Chart    | 65             |
| New Zealand Singles Chart      | 9              |
| Norwegian Singles Chart        | 15             |
| Spanish Singles Chart          | 50             |
| Swedish Singles Chart          | 19             |
| Swiss Singles Chart            | 22             |
| UK Singles Chart               | 2              |
| UK R&B Chart                   | 1              |
| US Billboard Hot Digital Songs | 2              |